# Val d'Aran
Pour les articles homonymes, voir Aran.
L’Aran ou le val d'Aran (en aranais : era Val d'Aran ; en catalan : la Vall d'Aran ; en gascon pyrénéen : era Vath d'Aran ; en espagnol : el Valle de Arán) est une vallée de langue occitane, située dans les Pyrénées catalanes, en Espagne.
C'est officiellement une comarque de la communauté autonome de Catalogne qui a reçu un statut de semi-autonomie en 1990. L'Aran, dont les habitants parlent l'aranais, une variété du gascon, dialecte de la langue occitane, était depuis cette date le seul territoire d'Occitanie où l'occitan était une langue officielle, conjointement avec le catalan et l'espagnol. Depuis 2006, l'occitan est officiel dans toute la Catalogne où il est l'une des trois langues officielles avec le catalan et l'espagnol. C'est grâce à cela que l'occitan est une des langues officielles de l'eurorégion Pyrénées-Méditerranée qui regroupe la Catalogne, les îles Baléares et la région administrative française Occitanie.
La vallée est à la frontière de deux États : la France et l'Espagne, mais aussi de plusieurs régions historiques : Gascogne, Languedoc, Catalogne et Aragon. Ce voisinage est perceptible dans la géographie, la langue et l'organisation administrative.
Le val d'Aran représente à peu près la haute vallée de la Garonne qui entre ensuite en France par le Comminges.
Le val est désigné au titre de réserve de biosphère par l'Unesco en 2024.

## Toponymie
Le nom Val d'Aran serait un pléonasme : il signifierait « Vallée de la vallée » (val, « vallée » en aranais et aran, dérivé de l'aquitain haran « vallée » — le proto-basque était encore parlé vers l'an 1000 dans la région). Le mot aranais val (anciennement valh) est un catalanisme : le mot gascon est vath ([bac͡ç]).
Selon l'écrivain Marcellin Bérot, Aran peut provenir de la racine arr- qui signifie « rocher, rocheux ». On trouve en vallée d'Aspe eth bòsc d'aran qui signifie « le bois du quartier rocheux ».
Le romaniste et étymologiste Joan Coromines est pour sa part catégorique : « l'étymologie [du nom du val d'Aran] est bien connue et sûre, et même divulguée […] = basque aran « vallée », « la vallée (par excellence) » ».
L'expression cil d'Aran (« ceux d'Aran ») figure dans la chanson de sainte Foy d'Agen, l'un des plus anciens textes connus en langue d'oc.
En espagnol, Val d'Aran se dit Valle de Arán. Depuis 1984, les toponymes utilisent officiellement leur forme aranaise. Ainsi la capitale, anciennement Viella Mitg Arán, se nomme officiellement Vielha e Mijaran.

## Géographie

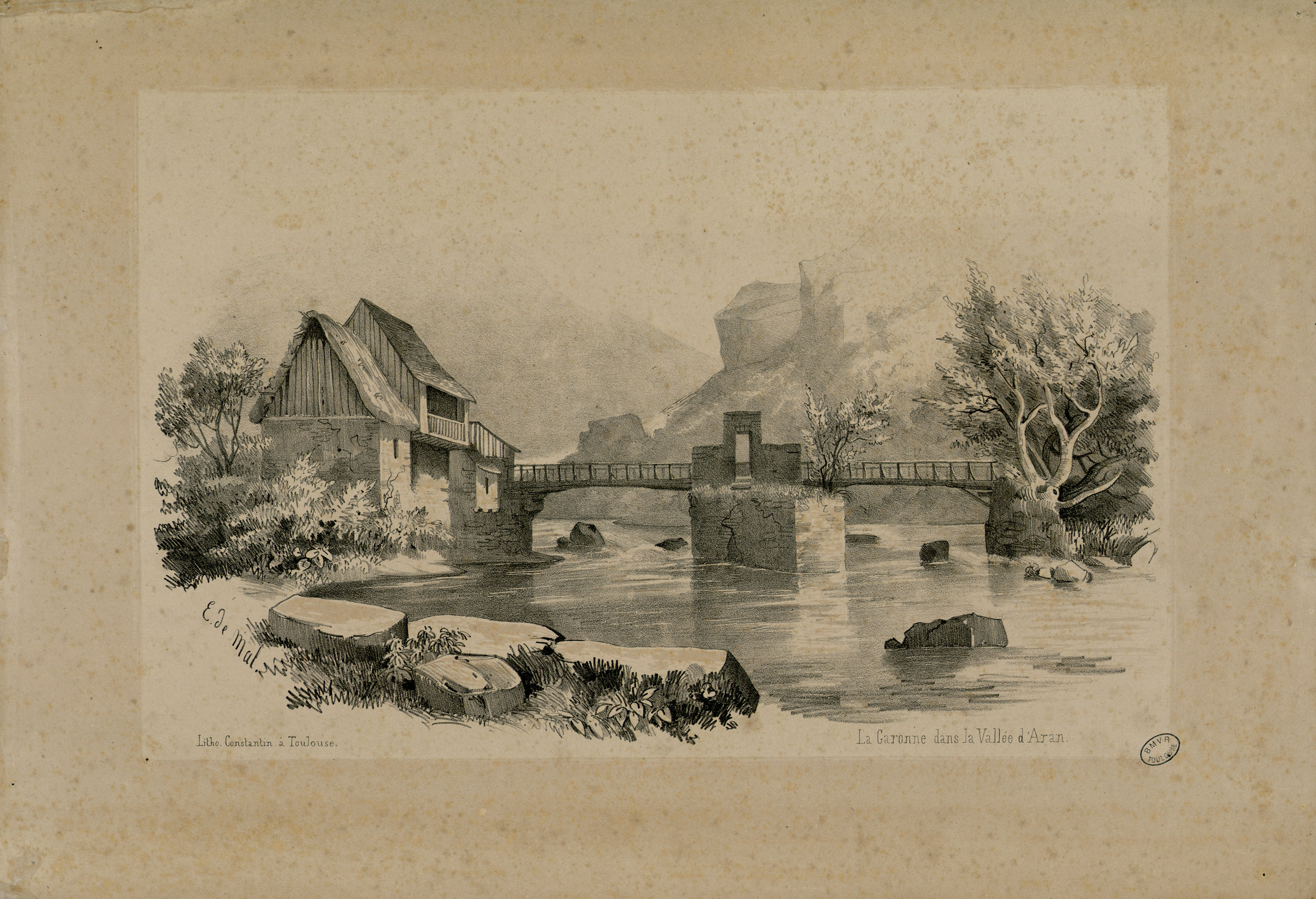
La Garonne dans la vallée d'Aran vers 1840 par Eugène de Malbos.

### Situation
Il est bordé par la région française Occitanie au nord, les communautés autonomes espagnoles d'Aragon à l'ouest et de Catalogne (comarques d'Alta Ribagorça au sud et Pallars Sobirà à l'est).

### Topographie, hydrographie

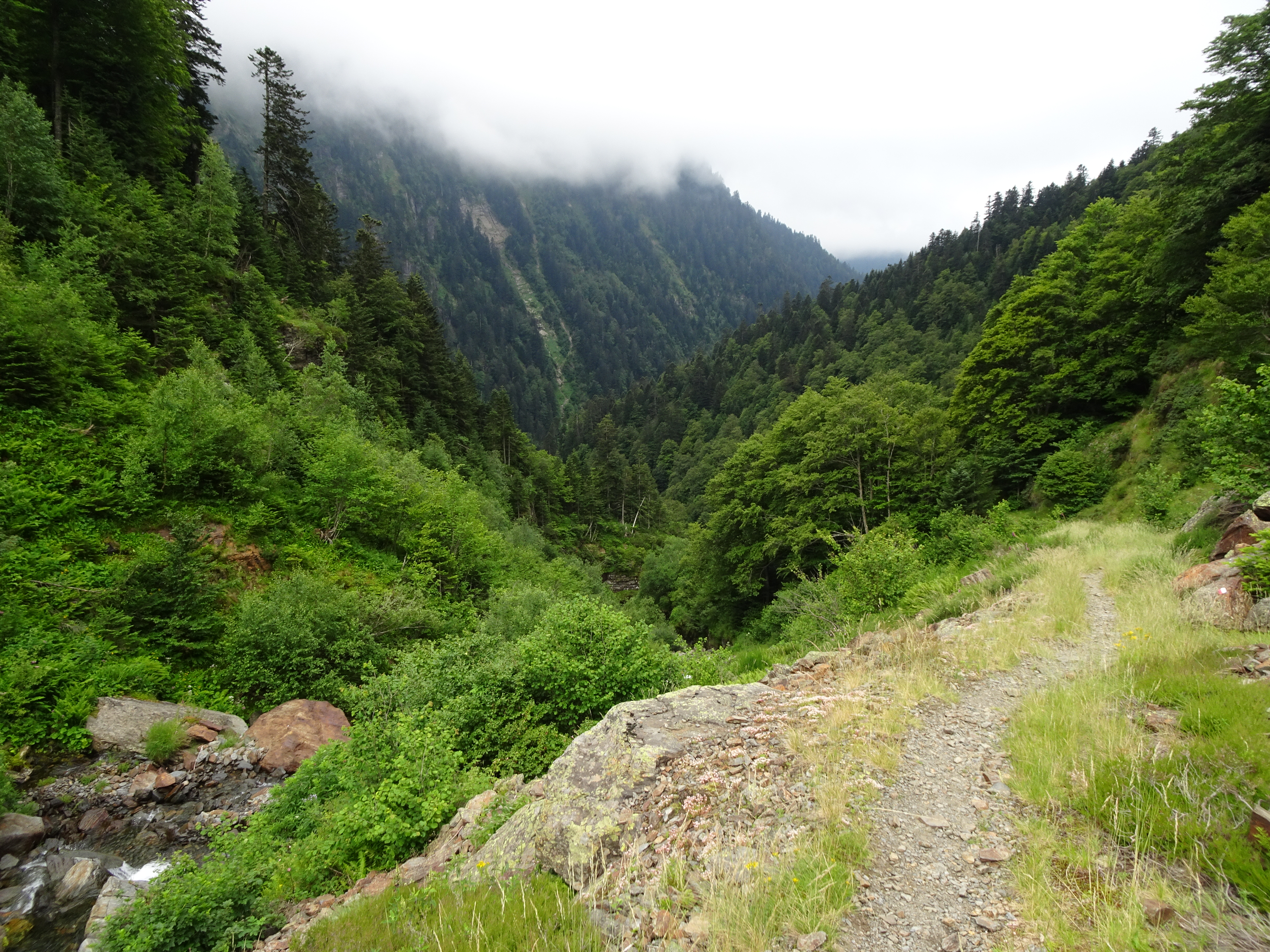
Gorges d'Ermèr dans le val d'Aran.

Le val d'Aran correspond à peu près à la vallée supérieure de la Garonne. D'après Norbert Casteret le fleuve prend sa source principale dans le massif de la Maladeta, en Aragon, où il s'engouffre au trou de Tòro pour rejoindre le val d'Aran par la résurgence du Guelh de Joèu. Pour les Aranais, la véritable source, l'Uelh dera Garona, se situe au Pla de Beret à proximité du port de la Bonaigua. Cette branche est en effet plus longue que le cours officiel et son débit plus important (mais l'altitude de sa source, seul critère officiel, est inférieure).
Géographiquement, l'essentiel de la vallée fait donc partie du bassin de la Garonne, qui se déverse dans l'océan Atlantique, depuis le versant nord des Pyrénées. Le val d'Aran est donc clairement du côté nord de la ligne de partage des eaux, sauf l'Espitau de Vielha (Hospice de Vielha) et la haute vallée de la Noguera Pallaresa (Montgarri).

### Géologie
Le val a deux sources d'eau chaude et des carrières. Certaines roches contiennent de l'argent. Le sol contient ou a contenu différents éléments : argent, zinc, nickel, cobalt, arsenic, antimoine, fer, dans une vallée de moins de soixante kilomètres de long.

### Accès
Le val d'Aran fut longtemps une enclave l'hiver. La vallée était sans communication directe avec l'Espagne en dehors du haut col de la Bonaigua et du col muletier de Vielha, impraticables en hiver, jusqu'au percement du tunnel de Vielha en 1948. En 2007, un nouveau tunnel à trois voies est inauguré, l'ancien devenant une voie technique de sécurité et de secours reliée au nouveau par 12 galeries de sécurité.

Le tramway de Marignac au Pont-du-Roy au début de son exploitation, au terminus du Pont-du-Roy à Fos.

De même, au nord, le resserrement du prolongement de la vallée à Saint-Béat (Passus Lupi - ou « passage juste suffisant pour les loups », d'après les Romains) rendait la circulation moins facile côté français, où, néanmoins, le tramway de Marignac au Pont-du-Roy fut en service de 1914 à 1953.
Depuis la France, une heure de route est nécessaire à partir de la sortie de l'autoroute A64 de Montréjeau, soit deux heures depuis Toulouse, via la route nationale 125 puis la route nationale 230 côté espagnol.

### Climat
La région est caractérisée par un climat montagnard sous influence océanique dû à son orientation particulière, différente de celle des autres vallées de la zone.

### Faune
Le val d'Aran héberge en zone d'altitude le lézard pyrénéen du val d'Aran (Iberolacerta aranica) endémique de ce petit secteur des Pyrénées centrales qui se prolonge en Ariège jusqu'au massif du mont Valier. Il est considéré en danger (EN) sur la liste rouge de l'Union internationale pour la conservation de la nature.

## Histoire
La vallée a connu une histoire complexe, celle d'une région de montagne isolée mais aussi très influencée par ses deux grands voisins ; la France et l'Espagne. Au cours des siècles, le Val d'Aran a joué un jeu risqué et opportuniste d'alliance, pour faire s'équilibrer les appétits des principales puissances régionales : Gascogne, Languedoc, Catalogne et Aragon.
La vallée a presque toujours fait partie de la Catalogne (avec souvent, dans le passé, des administrateurs aragonais).
D'un point de vue religieux, la région était dépendante de l'autorité de l'évêque de Saint-Bertrand-de-Comminges, et refusa longtemps celle de l'évêque d'Urgell. Curieusement, c'est la Révolution française qui coupa ce lien avec la France, en réorganisant les évêchés en fonction des départements français.
Très tôt, la vallée a d'ailleurs bénéficié d'un régime d'autonomie, de « marche » indépendante défendant ses coutumes propres, qui a fait que certains auteurs ont été jusqu'à parler de République pyrénéenne (non loin d'une autre curiosité : la principauté d'Andorre).
Du point de vue juridique, on se réclamait d'ailleurs, clairement en fonction des opportunités, soit des capitouls toulousains, soit de la généralité d'Auch, soit des Corts Catalanes de Barcelone.

## Politique et administration

### Statut territorial
Le Val d'Aran est aujourd'hui une division administrative de premier niveau du nord-ouest de la communauté autonome de Catalogne dans la province de Lérida situé sur le versant nord des Pyrénées. En 1990, une loi spéciale de la communauté de Catalogne a rétabli le Conseil général, institution historique du Val d'Aran, et notamment établi l'occitan gascon, dans sa variété aranaise, comme langue coofficielle dans la vallée.
Le Val d'Aran dispose d'un régime spécial au sein de la communauté autonome de Catalogne sanctionné par la loi no 1/2015 du 5 février 2015, dite loi sur le régime spécial d'Aran, qui consacre la singularité territoriale du Val d'Aran. Il n'est pas inclus dans les structures territoriales catalanes et n'a plus le statut de comarque. Il dispose de sa propre organisation territoriale en six terçons et Vielha e Mijaran est officiellement reconnue comme sa capitale. La première disposition additionnelle de cette loi prévoir une certaine liberté d'autodétermination : « El Parlament de Catalunya reconeix el dret del poble aranès a decidir el seu futur » (« Le Parlement de Catalogne reconnaît le droit du peuple aranais de décider de son avenir »).
Le syndic d'Aran est le chef de l'exécutif. Depuis octobre 2020, la fonction est occupée par Maria Vergés Pérez.

### Communes
Aran est divisé en neuf communes dont la plus importante est la capitale Vielha e Mijaran, avec 5 493 habitants en 2018.
| Commune          | Population |
| ---------------- | ---------- |
| Arres            | 64         |
| Bausen           | 64         |
| Bossòst          | 1 123      |
| Es Bòrdes        | 250        |
| Canejan          | 97         |
| Les              | 958        |
| Naut Aran        | 1 764      |
| Vielha e Mijaran | 5 459      |
| Vilamòs          | 151        |

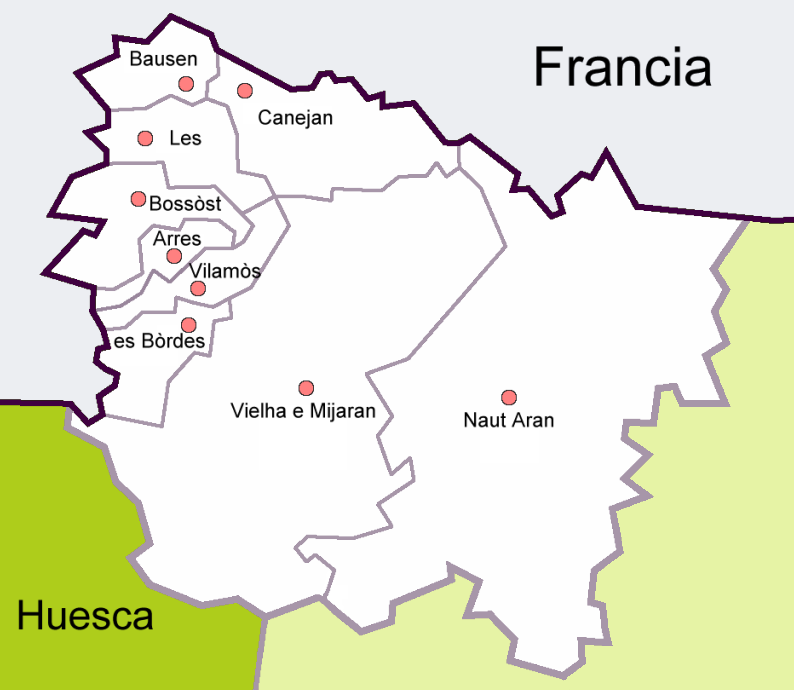
Communes de la comarque du Val d'Aran.

Le territoire est organisé en six divisions administratives, appelées terçons (signifiant « tiers », car elles étaient anciennement au nombre de trois : Naut Aran, Mij Aran (Mijaran) et Baish Aran, c'est-à-dire « Haut, Moyen et Bas Aran »). L'arrangement actuel des divisions date du XVe siècle.

## Population et société

### Démographie
Lors du recensement de 2018, 9 983 habitants sont dénombrés dans la vallée.

### Langue

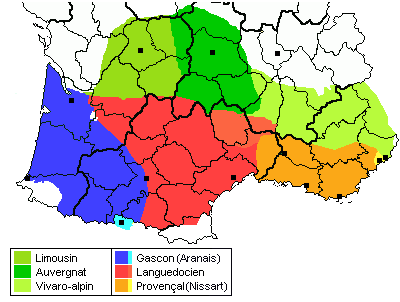
Carte des dialectes occitans.

Linguistiquement, les habitants parlent l'aranais, une variété du gascon, dialecte de la langue occitane. L'aranais est un gascon pyrénéen fortement influencé par le catalan et l'espagnol.
Dans le passé, l'aranais a toujours été traditionnellement la langue parlée. Le catalan a toujours été aussi très présent dans les écrits anciens officiels.
En 1990, la loi de la Généralité de Catalogne sur le régime spécial du Val d'Aran, déclare explicitement que l'aranais est une variété de la langue occitane, et lui donne un statut de langue officielle, au même titre que le catalan et l'espagnol. En 2006, le nouveau statut d'autonomie de la Catalogne étend la coofficialisation de l'occitan, dénommé aranais en Aran, à la totalité de la communauté autonome,.
Durant le régime franquiste, le castillan était la seule langue officielle, et l'usage des langues régionales était interdit. Comme d'autres langues minoritaires d'Europe, l'aranais connaît une renaissance. Les habitants parlent couramment catalan, castillan et aranais, mais aussi régulièrement français.
L'aranais est écrit au moyen de l'orthographe classique occitane (qui est donc celle de la forme officielle des toponymes locaux). Il est régulièrement enseigné à l'école depuis 1984.
L'aranais se distingue du gascon standard par la réfection d'un pluriel en -i :
Benvengudi en Aran
« [soyez les] bienvenus en Aran »
L'article défini aranais est l'article gascon pyrénéen : eth/er, es, era, es.
Garona (« la Garonne ») tire son nom d'un mot commun signifiant « cours d'eau ».
L'aranais participe à la vie littéraire et artistique occitane avec des artistes comme Alidé Sans et des auteurs comme Paco Boya.

### Symboles
Les symboles du val d'Aran sont :
- le drapeau, sur un fond rouge grenat chargé de la croix occitane ou croix de Toulouse, comprend en son centre les armoiries d'Aran ;
- la fête d'Aran (Hèsta d'Aran en aranais) a lieu le 17 juin[12] ;
- l'hymne est Montanhes Araneses, sur la musique de Se Canta, avec un texte en aranais[13].

## Activités
Le revenu principal provient des stations de ski en hiver et du tourisme en été. Le val d'Aran possède sur son territoire la station de ski de Baqueira Beret, une des stations de ski les plus importantes d'Espagne.
Au sud du val d'Aran se trouve le massif des Encantats (des « Enchantés »), haut lieu de la randonnée pédestre (à ski l'hiver).
Les autres principaux secteurs de l'économie incluent les produits forestiers, l'élevage et l'apiculture, qui ont perdu en importance depuis le développement du ski.
Haute vallée des Pyrénées catalanes, le val d'Aran conserve encore le rythme de la vie pastorale. L'herbe pour le fourrage y est coupée à la main et transportée vers les granges sur des traîneaux de bois.